# Dalsjön, Dalsland
Dalsjön är en sjö i Bengtsfors kommun och Säffle kommun i Dalsland och ingår i Göta älvs huvudavrinningsområde. Sjön är 18 meter djup, har en yta på 1,35 kvadratkilometer och är belägen 129 meter över havet. Sjön avvattnas av vattendraget Åmålsån.

## Delavrinningsområde
Dalsjön ingår i det delavrinningsområde (656483-130745) som SMHI kallar för Utloppet av Dalsjön. Medelhöjden är 183 meter över havet och ytan är 26,12 kvadratkilometer. Det finns inga avrinningsområden uppströms utan avrinningsområdet är högsta punkten. Åmålsån som avvattnar avrinningsområdet har biflödesordning 2, vilket innebär att vattnet flödar genom totalt 2 vattendrag innan det når havet efter 220 kilometer. Avrinningsområdet består mestadels av skog (87 procent). Avrinningsområdet har 2,17 kvadratkilometer vattenytor vilket ger det en sjöprocent på 8,3 procent.